# 野生型トランスサイレチンアミロイドーシス
野生型トランスサイレチンアミロイドーシス（英: wild-type transthyretin amyloidosis、ATTRwtアミロイドーシス）は、老人性全身性アミロイドーシス（英: senile systemic amyloidosis、SSA）としても知られ、一般的には高齢者の心臓や腱に影響が生じる疾患である。この疾患は野生型の（すなわち正常な、変異を有さない）トランスサイレチンの蓄積を原因とする。この点で関連疾患である遺伝性トランスサイレチンアミロイドーシス（ATTRvアミロイドーシス）と対照的であり、こちらは遺伝的変異が生じたトランスサイレチンタンパク質の蓄積を原因とし、コンフォメーションやプロセシングの異常のためにATTRwtアミロイドーシスよりも早期に蓄積が生じる傾向がある。アミロイドーシスは正常または異常なタンパク質の異常蓄積と関連した慢性進行性疾患であり、原因となるタンパク質は異常な形状をしているために細胞代謝による適切な分解と除去が行われない。

## 症状と徴候
野生型トランスサイレチンアミロイドは主に心臓に蓄積し、心臓壁は厚く硬くなる。その結果、息切れや運動耐容能の低下といった拡張不全の症状が引き起こされる。また洞不全症候群にみられるような極端な心拍数の低下によって、疲労感やめまいが生じる場合もある。野生型トランスサイレチンの蓄積は高齢男性における手根管症候群の一般的な原因でもあり、手に痛み、しびれ、感覚障害が生じる可能性がある。一部の患者では、ATTRwtアミロイドーシスの最初の症状として手根管症候群を発症する可能性がある。泌尿器の病変によって、血尿のリスクも高まるようである。

## 自然経過
この疾患は心臓に影響が生じることが一般的であり、高齢者で有病率は高まる。この疾患は女性よりも男性にはるかに多くみられ、80歳以上の男性では最大で25%にATTRwtアミロイドーシスの所見が認められる。
患者には左室壁の肥厚がみられることが多い。ATTRwtアミロイドーシスの診断よりも前にペースメーカーを必要とする状態となっている可能性が高く、左脚ブロックの発生率が高い。心電図でのQRS群などの低電位は、心アミロイドーシスの指標として広くみなされている。
ATTRwtアミロイドーシスの患者は、ALアミロイドーシスとは対照的に生存予後ははるかに良好である。

## 診断
この疾患は、息切れや足のむくみなどの心不全の症状や、心拍数の低下、めまい、意識消失発作など刺激伝導系の疾患の症状を示す高齢者、特に男性の高齢者に疑われる。確定診断は生検によって行われ、コンゴーレッド染色と免疫組織化学的検出が行われる。現在では、99mTcピロリン酸シンチグラフィによる非侵襲的診断が可能である。

## 治療
日本では、この疾患の治療にタファミジスが承認されている。徐脈の症状がみられる症例では永久ペースメーカーの植え込みが行われる場合がある。呼吸困難やうっ血の症状の治療には心不全治療薬が用いられる。
ジフルニサルも関連疾患であるATTRvアミロイドーシスの患者に対するランダム化比較試験でベネフィットが示されており、予後を改善する可能性がある。トルカポンは効果の可能性を示唆する予備的データが得られており、2013年にFDAによるオーファンドラッグ指定を受けている（未承認）。2021年にはCRISPR-Cas9システムを利用した治療薬であるNTLA-2001のヒトでの初めての試験が行われ、トランスサイレチンの標的化ノックアウトが行われた。